# STS-48
STS-48 est la treizième mission de la navette spatiale Discovery.

## Équipage
- Commandant : John O. Creighton (3)  États-Unis
- Pilote : Kenneth S. Reightler, Jr. (1)  États-Unis
- Spécialiste de mission 1 : James F. Buchli (4)  États-Unis
- Spécialiste de mission 2 : Charles D. Gemar (2)  États-Unis
- Spécialiste de mission 3 : Mark N. Brown (2)  États-Unis

Le chiffre entre parenthèses indique le nombre de vols spatiaux effectués par l'astronaute au moment de la mission.

## Paramètres de la mission

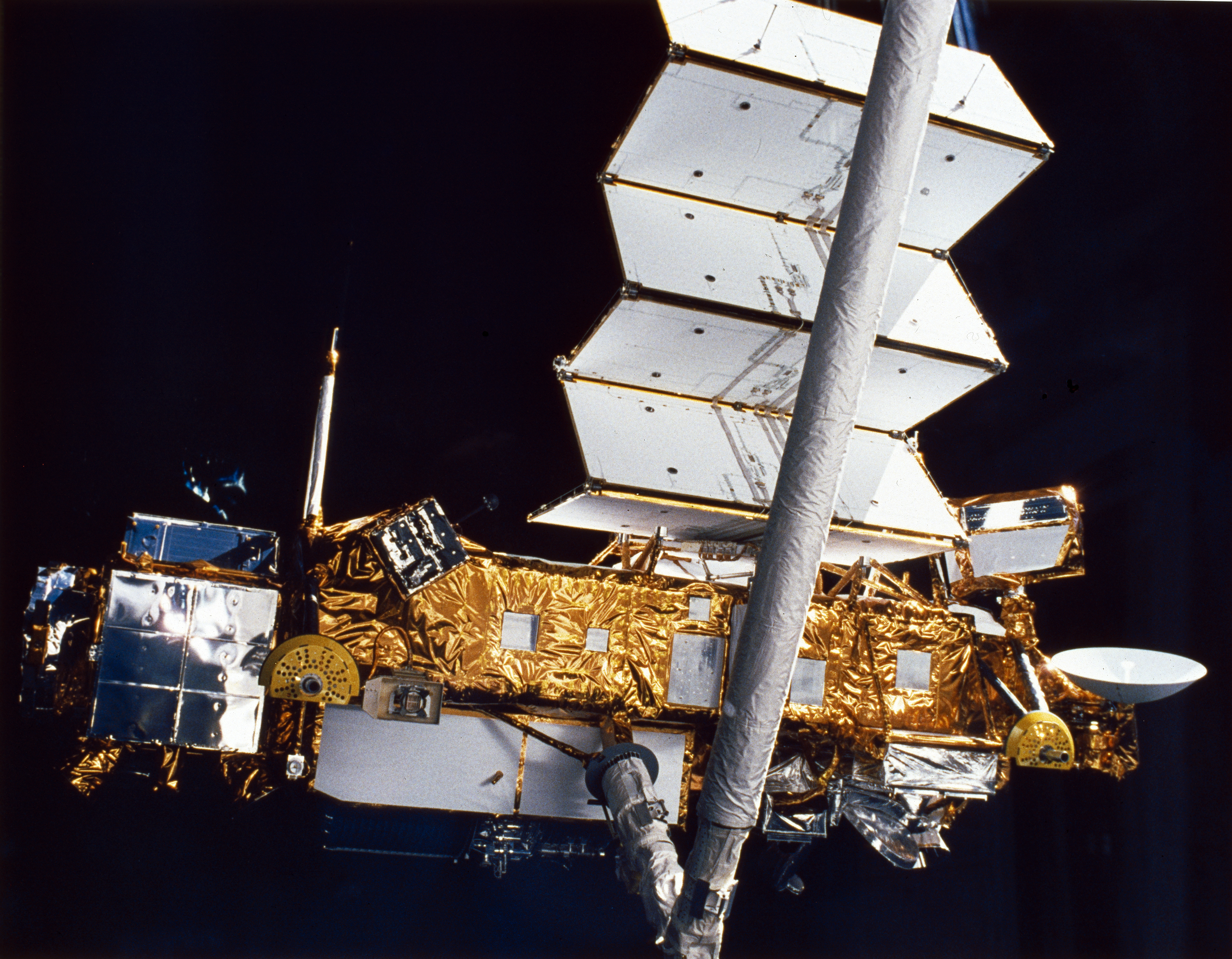
Déploiement de l'UARS lors de sa mise en orbite.

La mission consiste principalement à mettre en orbite Upper Atmosphere Research Satellite et effectuer diverses expériences.
- Masse :
  - Navette à vide : 87 321 kg
  - Chargement : 7 865 kg
- Périgée : 575 km
- Apogée : 580 km
- Inclinaison : 57°
- Période : 96,2 min